# 曹家坪駅
曹家坪駅（そうかへいえき、中文表記: 曹家坪站、英文表記: Caojiaping station）は、中華人民共和国湖南省長沙市長沙県にある長沙地下鉄6号線の駅である。

## 駅周辺
- 長沙繞城高速公路
- 合心小学